# (9198) Sasagamine
(9198) Sasagamine est un astéroïde de la ceinture principale.

## Description
(9198) Sasagamine est un astéroïde de la ceinture principale. Il fut découvert le 25 janvier 1993 à Geisei par Tsutomu Seki. Il présente une orbite caractérisée par un demi-grand axe de 2,26 UA, une excentricité de 0,09 et une inclinaison de 1,2° par rapport à l'écliptique.

## Compléments